# Anne Marie Rognon
Anne Marie Rognon, née en 1969, est une plasticienne contemporaine.
Diplômée de l'école d'art de Clermont-Ferrand en 1999. Cette artiste réalise peintures, installations et vidéos. Le point de départ de son travail est le quotidien, le réel, une certaine réalité, la communication entre les personnes, et un aller-retour entre le réel et l’imaginaire. La peinture  sort de son cadre, elle vient prendre place dans l’espace jouant avec les couleurs et les objets qu’elle intègre à ces installations d’ampleurs variables : des miniatures qui viennent se nicher principalement dans les angles et des installations plus importantes. La narration est toujours présente, décalée. La voix d'Anne Marie sur les images vidéos raconte un quotidien et des situations qui flirtent avec l'absurde.

## Expositions et diffusions vidéos (sélection)
- 2007 : La grande partie, Miss china, Paris
- 2006 : Anne Marie Rognon, ESA, Clermont-Ferrand
- 2006 : Première vue, passage de Retz, Paris, commissaire Michel Nuridsany
- 2006 : Virus virus! Bulgarie et Roumanie, commissaire Léonore Nuridsany
- 2005 : Nuits blanches, Paris
- 2005 : Looping, FRAC Auvergne, Clermont-Ferrand
- 2002 : Festival Vidéoformes, Musée du Ranquet, Clermont-Ferrand
- 2001 : Festival vidéo d’Estavar-Llivia “ je l’ai trouvé par taire”, vidéo primée, diffusion TV sur France 3 sud et sur 33 TV Catalunya
- 2001 : Nous allons vous en faire voir! Centre d’Arts Plastiques de Saint-Fons